# Pierre Matisse
Pour les articles homonymes, voir Matisse (homonymie).
Pierre Louis Auguste Matisse, né le 13 juin 1900 à Bohain-en-Vermandois (Aisne) et mort le 10 août 1989, est un marchand d'art franco-américain, spécialiste d'art moderne. Il est le fils du peintre Henri Matisse.

## Biographie
Arrivé à New York en 1924, Pierre Matisse s'associe d'abord au marchand Valentine Dudensing, et crée une galerie au 17e étage du Fuller Building, où il demeure jusqu'à sa mort, en 1989. Il se consacre à faire connaître les œuvres des artistes de l'Art moderne, son père Henri Matisse et ses nombreux amis : Georges Rouault, André Derain, Alexander Calder, Balthus, Joan Miró, Yves Tanguy, Marc Chagall, Jean Dubuffet, Alberto Giacometti, Roberto Matta, Wifredo Lam jusqu'à Zao Wou-Ki et François Rouan.
Dans sa profession de foi, il dit au peintre Jean-Paul Riopelle : « Je suis fils de peintre, je ne connais pas d'autre métier que celui de marchand. Si vous coulez, je coulerai avec vous. »
Son père a fait de lui quelques portraits et Joan Miró lui dédicaça une peinture : « À Pierre Matisse, passeur passionné ». Balthus a fait de lui un portrait en pied en 1938 (New York, The Metropolitan Museum of Art). 
Il a eu avec sa première épouse Teeny, un fils Paul Matisse, qui devient sculpteur, fait deux autres enfants, Jacqueline (Jackie), artiste, et Peter. En secondes noces, Teeny a épousé Marcel Duchamp.
En 1995, sa seconde épouse, Maria-Gaetana von Spreti, a créé la Pierre and Tana Matisse Foundation. En 1999, les archives de la galerie ont été données par ses héritiers à la Pierpont Morgan Library. En 2002, un choix d'œuvres de la fondation a été donné au Metropolitan Museum of Art.